# Мвезо
Мвезо (англ. Mvezo) — невелике село на березі річки Мбаше, неподалік від Мтати в Східнокапській провінції Південної Африки. Це село в основному відоме як місце народження Нельсона Мандели, чия сім'я є головною династією, а також місцем розташування Музею місця народження Нельсона Мандели. За переписом 2011 року у селі проживає 810 осіб, які належать до 178 родин. Для 98,3 % мешканців рідною мовою є коса. Усі мешканці села чорношкірі. Площа села дорівнює 2,13 км². Часовий пояс UTC+2:00